# NK Varaždin
Nogometni klub Varaždin bio je hrvatski nogometni klub iz Varaždina.

## Povijest
Klub je osnovan 1931. pod imenom Slavija pod kojim djeluje do 1941., kada biva privremeno ukinut. Najveći uspjeh u tom razdoblju je igranje nacionalne lige 1938./39. Klub se ponovno osniva 1945. pod nazivom Tekstilac, a 1958. godine postaje Varteks, pod kojim postaje i najpoznatiji. Za vrijeme Jugoslavije je klub najčešće boravio u drugom i trećem rangu, a najveći uspjeh mu je bilo finale Kupa maršala Tita 1960./61.
Nogometna škola NK Varteksa 1990. godine dobila je Trofej podmlatka, najvišu nagradu Hrvatskog nogometnog saveza. 
Osamostaljenjem Hrvatske klub postaje članom 1. hrvatske nogometne lige gdje su mu najveći uspjesi tri treća mjesta. U hrvatskom kupu su najveći uspjesi šest sudjelovanja u završnici, ali bez osvajanja trofeja. Najveći uspjeh u međunarodnim natjecanjima je bilo četvrtfinale Kupa pobjednika kupova 1998./99.
Od 21. srpnja 2010. odlukom uprave kluba, klub nosi ime NK Varaždin.
Dana 29. svibnja 2011. osnovan je Varteks. Na osnivačkoj skupštini većinu su činili pripadnici White Stonesa. Osnivači su kao glavni razlog istaknuli nezadovoljstvo stanjem u NK Varaždinu.
Unutar kluba osnovan je 2012. klub nasljednik NK Varaždin Škola nogometa.  Godine 2015. prvotni klub je preimenovan u Varaždinski športski nogometni klub Varaždin, skraćeno VŠNK, te je otišao u stečaj, dok je klub nasljednik preimenovan u Nogometni klub Varaždin Varaždin, skraćeno NK Varaždin.

## Uspjesi
- Kup Hrvatske
finalist: 1995./96., 1997./98., 2001./02., 2003./04., 2005./06., 2010./11.
- Kup Jugoslavije
- finalist: 1960./61.
- kadetsko prvenstvo Hrvatske: 1997./98.
- juniorsko prvenstvo Hrvatske: 1992./93., 1998./99., 2007./08.

## Nastupi u međunarodnim natjecanjima
Nastupi Varaždina (Varteksa) u europskim kontinentalnim natjecanjima. Rezultati (Varaždin:protivnik)
su prikazani: 
- podebljano – za utakmice doma
- normalne debljine – za utakmice u gostima

### Kup pobjednika kupova
| sezona    | faza natjecanja | protivnik                 | rezultati | napomene                             |
| --------- | --------------- | ------------------------- | --------- | ------------------------------------ |
| Varteks   |                 |                           |           |                                      |
|           |                 |                           |           |                                      |
| 1996./97. | pretkolo        | Union Sportive Luxembourg | 2:1, 3:0  |                                      |
| 1996./97. | prvi krug       | Lokomotiv Moskva          | 0:1, 2:1  | Lokomotiv prošao zbog gola u gostima |
|           |                 |                           |           |                                      |
| 1998./99. | 1. krug         | Rudar Velenje             | 1:0, 1:0  |                                      |
| 1998./99. | osmina finala   | Heerenveen                | 1:2, 4:2  |                                      |
| 1998./99. | četvrtfinale    | Mallorca                  | 0:0, 1:3  |                                      |

### Europska liga/Kup UEFA
| sezona        | faza natjecanja | protivnik          | rezultati | napomene                           |
| ------------- | --------------- | ------------------ | --------- | ---------------------------------- |
| Varteks       |                 |                    |           |                                    |
| Kup UEFA      |                 |                    |           |                                    |
| 2001./02.     | pretkolo        | Vaduz              | 3:3, 6:1  |                                    |
| 2001./02.     | 1. krug         | Aston Villa        | 3:2, 0:1  | Varteks prošao zbog gola u gostima |
| 2001./02.     | 2. krug         | Brøndby            | 3:1, 0:5  |                                    |
|               |                 |                    |           |                                    |
| 2002./03.     | pretkolo        | Dundalk            | 5:0, 4:0  |                                    |
| 2002./03.     | 1. krug         | Midtjylland        | 0:1, 1:1  |                                    |
|               |                 |                    |           |                                    |
| 2003./04.     | pretkolo        | Levadia Maardu     | 3:1, 3:2  |                                    |
| 2003./04.     | prvi krug       | Debrecen           | 1:3, 2:3  |                                    |
|               |                 |                    |           |                                    |
| 2006./07.     | 1. pretkolo     | Tirana             | 1:1, 0:2  |                                    |
|               |                 |                    |           |                                    |
| Varaždin      |                 |                    |           |                                    |
| Europska liga |                 |                    |           |                                    |
| 2011./12.     | 1. pretkolo     | Lusitanos          | 5:1, 1:0  |                                    |
| 2011./12.     | 2. pretkolo     | Iskra-Stal Rîbniţa | 1:1, 3:1  |                                    |
| 2011./12.     | 3. pretkolo     | Dinamo Bukurešt    | 2:2, 1:2  |                                    |

### Intertoto kup
| sezona  | faza natjecanja | protivnik            | rezultati           | napomene                              |
| ------- | --------------- | -------------------- | ------------------- | ------------------------------------- |
| Varteks |                 |                      |                     |                                       |
| 1999.   | prvi krug       | Lokomotiv-96 Vitebsk | 2:1, 2:2            |                                       |
| 1999.   | drugi krug      | Brann                | 0:3, 3:0 (5:4 11 m) |                                       |
| 1999.   | treći krug      | Rostselmaš           | 1:2, 1:0            | Rostselmaš prošao radi gola u gostima |
|         |                 |                      |                     |                                       |
| 2005.   | prvi krug       | Dinamo Tirana        | 1:2, 4:1            |                                       |
| 2005.   | drugi krug      | Inter Turku          | 4:3, 2:2            |                                       |
| 2005.   | treći krug      | Lens                 | 1:1, 1:4            |                                       |

## Nastupi u završnicama kupa

### Kup maršala Tita
1947.
- 1. pretkolo: Polet Sombor – Tekstilac Varaždin 4:0

1948.
- 1. pretkolo: Rudar Trbovlje –  Tekstilac Varaždin 4:1

1950.
- pretkolo: Tekstilac Varaždin – Garnizon JNA Škofja Loka 5:1
- šesnaestina završnice: Velež Mostar – Tekstilac Varaždin 2:2 (prod.)
- osmina završnice: Tekstilac Varaždin – Vardar Skoplje 2:0
- četvrtina završnice: Tekstilac Varaždin – Crvena zvezda Beograd 0:2

1951.
- pretkolo: Mura Murska Sobota – Tekstilac Varaždin 4:3

1958./59.
- šesnaestina završnice: Varteks Varaždin – Rabotnički Skoplje 5:0
- osmina završnice: Varteks Varaždin – Velež Mostar 2:1 (prod.)
- četvrtina završnice: Rijeka – Varteks Varaždin 4:2

1960./61.
- šesnaestina završnice: Varteks Varaždin – Željezničar Sarajevo 1:0
- osmina završnice: Varteks Varaždin – Proleter Osijek 3:1
- četvrtina završnice: Borovo – Varteks Varaždin 0:1
- poluzavršnica: Varteks Varaždin – Hajduk Split 2:0 (prod.)
- završnica: Vardar Skoplje – Varteks Varaždin 2:1

1961./62.
- šesnaestina završnice: Varteks Varaždin – Dinamo Zagreb II 2:0
- osmina završnice: Varteks Varaždin – Spartak Subotica 0:2

### Hrvatski nogometni kup
1992./93.
- 1. krug: 
  - Varteks Varaždin – Graničar Županja 2:0

  - Graničar Županja – Varteks Varaždin 2:0 (3:4 j.)
- 2. krug: 
  - Varteks Varaždin – Rijeka 2:0

  - Rijeka – Varteks Varaždin 1:0
- četvrtzavršnica
  - Varteks Varaždin – Croatia Zagreb 1:2

  - Croatia Zagreb – Varteks Varaždin 1:0

1993./94.
- 1. krug: 
  - Varteks Varaždin – Zagorec Krapina 7:0

  - Zagorec Krapina – Varteks Varaždin 1:0
- četvrtzavršnica
  - Croatia Zagreb – Varteks Varaždin 1:0

  - Varteks Varaždin – Croatia Zagreb 2:1

1994./95.
- 1. krug: 
  - Slaven Belupo Koprivnica – Varteks Varaždin 1:2

  - Varteks Varaždin – Slaven Belupo Koprivnica 2:0
- 2. krug: 
  - Šibenik – Varteks Varaždin 2:0

  - Varteks Varaždin – Šibenik 2:0 (1:3 j.)
- četvrtzavršnica
  - Varteks Varaždin – Zagreb 0:0

  - Zagreb – Varteks Varaždin 1:1
- poluzavršnica
  - Varteks Varaždin – Hajduk Split 1:1

  - Hajduk Split – Varteks Varaždin 4:0

1995./96.
- 1. krug: 
  - Varteks Varaždin – Jedinstvo Donji Miholjac 5:0

  - Jedinstvo Donji Miholjac – Varteks Varaždin 0:4
- 2. krug: 
  - Šibenik – Varteks Varaždin 1:1

  - Varteks Varaždin – Šibenik 4:0
- četvrtzavršnica
  - Varteks Varaždin – Osijek 4:1

  - Osijek – Varteks Varaždin 0:0
- poluzavršnica
  - Zagreb – Varteks Varaždin 1:2

  - Varteks Varaždin – Zagreb 3:0
- završnica
  - Varteks Varaždin – Croatia Zagreb 0:2 

  - Croatia Zagreb – Varteks Varaždin 1:0

1996./97.
- 1. krug: Mladost Hrastovac – Varteks Varaždin 1:3
- 2. krug: Varteks Varaždin – Croatia Đakovo 4:0
- četvrtzavršnica
  - Varteks Varaždin – Hrvatski dragovoljac Zagreb 1:3

  - Hrvatski dragovoljac Zagreb – Varteks Varaždin 1:1

1997./98.
- 1. krug: Varaždin – Varteks Varaždin 1:2
- 2. krug: Croatia Đakovo – Varteks Varaždin 0:0 (0:0 prod., 2:4 j.)
- četvrtzavršnica
  - Orijent Rijeka – Varteks Varaždin 0:0

  - Varteks Varaždin – Orijent Rijeka 0:0 (0:0 prod., 0:3 j.)
- poluzavršnica
  - Varteks Varaždin – Hajduk Split 2:1

  - Hajduk Split – Varteks Varaždin 0:1
- završnica
  - Varteks Varaždin – Croatia Zagreb 0:1

  - Croatia Zagreb – Varteks Varaždin 2:1

1998./99.
- 1. krug: TŠK Topolovac – Varteks Varaždin 0:1
- 2. krug: Šibenik – Varteks Varaždin 0:1
- četvrtzavršnica
  - Varteks Varaždin – Osijek 2:1

  - Osijek – Varteks Varaždin 3:0

1999./00.
- 1. krug: Koprivnica – Varteks Varaždin 1:2 (prod.)
- 2. krug: Zagorec Krapina – Varteks Varaždin 0:1
- četvrtzavršnica
  - Varteks Varaždin – Zagreb 2:1

  - Zagreb – Varteks Varaždin 2:0

2000./01.
- 1. krug: Junak Sinj – Varteks Varaždin 1:3
- 2. krug: PIK Vrbovec – Varteks Varaždin 0:4
- četvrtzavršnica
  - Zagreb – Varteks Varaždin 3:0

  - Varteks Varaždin – Zagreb 3:0 (2:4 j.)

2001./02.
- 1. krug: Ivančica Ivanec – Varteks Varaždin 1:3
- 2. krug: Varteks Varaždin – Belišće 5:0
- četvrtzavršnica
  - Hajduk Split – Varteks Varaždin 1:3

  - Varteks Varaždin – Hajduk Split 2:1
- poluzavršnica
  - Pomorac Kostrena – Varteks Varaždin 1:0

  - Varteks Varaždin – Pomorac Kostrena 2:0
- završnica
  - Dinamo Zagreb – Varteks Varaždin 1:1

  - Varteks Varaždin – Dinamo Zagreb 0:1

2002./03.
- 1. krug: Virovitica – Varteks Varaždin 1:6
- 2. krug: Belišće – Varteks Varaždin 0:4
- četvrtzavršnica
  - Varteks Varaždin – Pomorac Kostrena 3:2 

  - Pomorac Kostrena – Varteks Varaždin 1:1
- poluzavršnica
  - Hajduk Split – Varteks Varaždin 2:0

  - Varteks Varaždin – Hajduk Split 0:0

2003./04.
- 1. krug: Valpovka – Varteks Varaždin 0:2
- 2. krug: Zagorec Krapina – Varteks Varaždin 0:3
- četvrtzavršnica
  - Pula 1856 – Varteks Varaždin 2:0 

  - Varteks Varaždin – Pula 1856 5:0
- poluzavršnica
  - Cibalia Vinkovci – Varteks Varaždin 1:3

  - Varteks Varaždin – Cibalia Vinkovci 5:1
- završnica
  - Varteks Varaždin – Dinamo Zagreb 1:1

  - Dinamo Zagreb – Varteks Varaždin 0:0

2004./05.
- 1. krug: Tomislav Donji Andrijevci – Varteks Varaždin 1:6
- 2. krug: Koprivnica – Varteks Varaždin 0:4
- četvrtzavršnica
  - Varteks Varaždin – Dinamo Zagreb 1:0 

  - Dinamo Zagreb – Varteks Varaždin 0:0
- poluzavršnica
  - Rijeka – Varteks Varaždin 3:2

  - Varteks Varaždin – Rijeka 2:3

2005./06.
- 1. krug: Ogulin – Varteks Varaždin 2:3
- 2. krug: Hrvatski dragovoljac Zagreb – Varteks Varaždin 0:2
- četvrtzavršnica
  - Varteks Varaždin – Naftaš Ivanić-Grad 4:1 

  - Naftaš Ivanić-Grad – Varteks Varaždin 1:1
- poluzavršnica
  - Varteks Varaždin – Kamen-Ingrad Velika 3:3

  - Kamen-Ingrad Velika – Varteks Varaždin 1:2
- završnica
  - Rijeka – Varteks Varaždin 4:0

  - Varteks Varaždin – Rijeka 5:1

2006./07.
- 1. krug: Konavljanin Čilipi – Varteks Varaždin 2:1

2007./08.
- 1. krug: Trogir – Varteks Varaždin 1:2
- 2. krug: Bjelovar – Varteks Varaždin 1:1 (prod.), (3:5 j.)
- četvrtzavršnica
  - Varteks Varaždin – Cibalia Vinkovci 4:0 

  - Cibalia Vinkovci – Varteks Varaždin 0:2
- poluzavršnica
  - Varteks Varaždin – Hajduk Split 1:1

  - Hajduk Split – Varteks Varaždin 4:0

2008./09.
- 1. krug: Mladost Cernik – Varteks Varaždin 0:1
- 2. krug: Pomorac Kostrena – Varteks Varaždin 2:0

2009./10.
- 1. krug: Velebit Benkovac – Varteks Varaždin 0:2
- 2. krug: Varteks Varaždin – Karlovac 2:1
- četvrtzavršnica
  - Slaven Belupo Koprivnica – Varteks Varaždin 1:4 

  - Varteks Varaždin – Slaven Belupo Koprivnica 2:0
- poluzavršnica
  - Šibenik – Varteks Varaždin 0:0

  - Varteks Varaždin – Šibenik 0:2

2010./11.
- šesnaestina završnice: BSK Bijelo Brdo – Varaždin 0:2
- osmina završnice: Varaždin – HAŠK 1:0
- četvrtina završnice:  
  - Varaždin – Rijeka 2:1 

  - Rijeka – Varaždin 2:4
- poluzavršnica: 
  - Cibalia Vinkovci 1:0 

  - Varaždin – Cibalia Vinkovci 3:0
- završnica: 
  - Dinamo Zagreb – Varaždin 5:1 

  - Varaždin – Dinamo Zagreb 1:3

2011./12.
- šesnaestina završnice: Podravac Virje – Varaždin 0:0 (2:4 j.)
- osmina završnice: Varaždin – Istra 1961 Pula 0:1

2012./13.
- šesnaestina završnice: Libertas Novska – Varaždin 3:0 (bez borbe)

2013./14.
- šesnaestina završnice: Novigrad – Varaždin 3:0

2014./15.
- šesnaestina završnice: Mladost Antin – Varaždin 0:1
- osmina završnice: Zadar – Varaždin 5:1

2015./16.
- šesnaestina završnice: Mladost Ždralovi – VŠNK Varaždin 3:0 (bez borbe)

### Reprezentativci
- SFR Jugoslavija:

Franjo Frančeskin, Igor Vugrinčić, Rudolf Cvek, Stanko Švarc, Anđelko Jagačić, Đuro Lukač, Jurica Kolonić, Josip Čop, Branko Janžek, Drago Naranđa.
- Hrvatska:

Marjan Mrmić, Miljenko Mumlek, Davor Vugrinec, Nikola Pokrivač, Srebrenko Posavec, Nikola Šafarić, Dino Škvorc, Filip Škvorc, Silvestar Sabolčki, Ivan Režić, Bojan Vručina, Leon Benko

## Poznati bivši igrači
- Zoran Brlenić
- Dražen Besek
- Zlatko Dalić
- Dražen Ladić
- Marjan Mrmić
- Danijel Štefulj
- Silvestar Sabolčki
- Davor Vugrinec
- Saša Bjelanović
- Leon Benko
- Nikola Šafarić
- Nikola Pokrivač
- Miljenko Mumlek
- Dario Jertec
- Veldin Karić
- Josip Brezovec
- Emir Tufek
- Ivica Križanac
- Azem Zilkić

## Poznati bivši treneri
- Branko Ivanković
- Miroslav Blažević
- Luka Bonačić
- Stanko Mršić
- Zlatko Dalić

## Vanjske poveznice
- Profil, HNS Semafor
- Nogometni leksikon